# 上米山村
上米山村（かみよねやまむら）は、かつて新潟県中頸城郡にあった村。

## 沿革
- 1889年（明治22年）4月1日 - 町村制施行に伴い中頸城郡谷根村、小杉村、吉尾村が合併し、上米山村が発足。
- 1950年（昭和25年）4月1日 - 柏崎市に編入され消滅。